# Rivaux mais pas trop
Rivaux mais pas trop (Snobs) est une série télévisée australienne en 26 épisodes de 25 minutes diffusée entre le 29 septembre et le 3 novembre 2003 sur Nine Network.
Au Canada, la série est diffusée à partir du 16 juillet 2005 sur TFO et en France sur Eurêka ! et sur Gulli.
La série est actuellement diffusée sur Amazon Prime Vidéo en France.

## Synopsis
Cette série met en scène les relations amicales qui se nouent entre Abby, une adolescente vivant dans la petite station de balnéaire d'Eden Beach et Morgan, un jeune bohémien. L'amitié est alors difficile pour ces deux amis, la mère d'Abby est contre les bohémiens. Les personnes habitant Eden Beach se dressent contre ces gens du voyage notamment Brooke, ou même Sam et Ryan qui n'hésitent pas à leur créer des problèmes. Mais l'amitié qui lie Morgan et Abby est bien trop forte, et ce, grâce au soutien de Snobs qui est le chien de Morgan, ainsi que de Spike et de Pia. Les mauvais tours seront toujours déjoués.

## Distribution
- Indiana Evans : Abby Oakley
- Ross Perrelli : Morgan
- Ella Roberts : Pia
- Mathew Waters (en) : Spike
- Brooke Callaghan : Brooke Bellingam
- Alex Hughes (VF : Brigitte Guedj) : Ryan Grainger
- Miles Szanto : Sam Koeugh
- Nathy Gaffney : Rachel Oakley (21 épisodes)
- Craig Elliott : Tobar Freeman (17 épisodes)
- Vanessa Steele : Rose Freeman (16 épisodes)

 Source et légende : version française (VF) sur RS Doublage

## Épisodes
En version originale, les titres sont numérotés de 1 à 26.
1. Bienvenue à Eden-Beach
2. L'École de la vie
3. Un œuf sinon rien
4. Où sont les portes ?
5. Les Voleurs d'ordinateurs
6. La Nuit du chasseur
7. Recyclage
8. Le Sosie
9. Dératisation
10. Que le meilleur gagne
11. La Punition
12. Une histoire d'os
13. La Fête
14. L'Épreuve
15. Une rentrée inattendue
16. Vol sans effraction
17. Fête annuelle
18. L'Opération
19. Une limonade explosive
20. Roméo
21. Les Envahisseurs
22. DJ Spike vous met le feu
23. Moteur
24. Une affaire de famille
25. Le Départ
26. Amis pour la vie